# جيمس كيلر (سياسي)
جيمس كيلر (بالإنجليزية: James Keller)‏ هو سياسي أمريكي، ولد في 16 يناير 1907، وتوفي في 7 أغسطس 1972 بوينونا في الولايات المتحدة. حزبياً، نشط في الحزب الجمهوري لمينيسوتا ‏ والحزب الجمهوري. وقد انتخب عضو مجلس ولاية مينيسوتا وانتخب عضو مجلس نواب مينيسوتا.